# David Phelps (chanteur)
Pour les articles homonymes, voir David Phelps et Phelps.
David Noris Phelps (né le 21 octobre 1969) est un chanteur et compositeur américain de southern gospel évangélique. Il a été ténor dans le célèbre groupe de southern gospel Gaither Vocal Band entre 1997 et 2005, et il occupe ce même poste dans la formation depuis 2009. À côté de Gaither Vocal Band, David Phelps a enregistré plusieurs albums solo depuis 1994.

## Biographie
David Phelps est né au Texas, de Gene et Mary Ella Phelps. Gene est un ancien comptable/banquier qui enseigne actuellement le commerce et la finance dans une université de Houston. Mary Ella est un professeur d'anglais à la retraite. Il a deux sœurs aînées, Sherri Proctor (qui lui a fait les chœurs en tournée, avant de mourir d'un cancer en septembre 2012) et Kari Lee (trompettiste professionnelle qui tourne avec le Millar Brass Ensemble, basé à Chicago).
Phelps a grandi à Tomball, au Texas, et a obtenu son diplôme de l'école secondaire de Tomball en 1988. Il a étudié en musique et en chant à l'université Baylor (où il a dirigé le Baylor Religious Hour Choir) et a obtenu un Bachelor of Arts en 1992 .
Phelps a fait partie du Gaither Vocal Band de 1997 à 2005, puis de 2009 à 2017. Il a partagé la partie de ténor avec Wes Hampton de 2009 à 2017. Au début de 2017, il a quitté le groupe pour se consacrer à sa carrière solo. Il a été remplacé par Reggie Smith.
Phelps a remporté douze Dove Awards (avec le Gaither Vocal Band), est quatre fois nommé aux Grammy Awards et a eu plusieurs projets qui se sont vendus comme des platines.
Son récent classique a été diffusé sur PBS. En 2019, la chanson de Phelps "Catching Santa", tirée de son album It Must Be Christmas (2018), a fait l'objet d'une publicité pour le smartphone Pixel de Google.

## Discographie

### Albums solo
| Année | Album                              | Label        |
| ----- | ---------------------------------- | ------------ |
| 1994  | Journey to Grace                   |              |
| 2000  | Joy, Joy                           | Spring Hill  |
| 2001  | David Phelps                       | Spring Hill  |
| 2004  | Revelation                         | Word         |
| 2005  | Life is a Church                   | Word         |
| 2006  | Legacy of Love: David Phelps Live! | Word         |
| 2007  | No More Night: Live in Birmingham  | Word         |
| 2007  | One Wintry Night                   | Word         |
| 2008  | The Voice                          | Word         |
| 2008  | O Holy Night [LIVE]                | Word         |
| 2010  | Christmas With David Phelps [LIVE] | Spring House |
| 2010  | Family Band                        |              |
| 2012  | Classic                            | Spring House |
| 2015  | Freedom                            | Spring House |

### Avec Gaither Vocal Band
| Année | Album                              |
| ----- | ---------------------------------- |
| 1998  | Still the Greatest Story Ever Told |
| 1999  | God Is Good                        |
| 2001  | I Do Believe                       |
| 2002  | Everything Good                    |
| 2003  | A Capella                          |
| 2004  | Best of the Gaither Vocal Band     |
| 2009  | Reunion Vol. 1 & 2 (LIVE)          |
| 2009  | Reunited                           |
| 2010  | Better Day (LIVE)                  |
| 2010  | Greatly Blessed                    |
| 2011  | I Am a Promise                     |
| 2012  | Pure and Simple                    |
| 2014  | Hymns                              |
| 2014  | Sometimes It Takes A Mountain      |
| 2015  | Happy Rhythm                       |

## Distinctions

### GMA Dove Awards
| Année | Catégorie                   | Intitulé             | Résultat   |
| ----- | --------------------------- | -------------------- | ---------- |
| 2009  | Voix masculine de l'année   |                      | Nomination |
| 2009  | Long-métrage de l'année     | O Holy Night         | Nomination |
| 2015  | Chanson inspirée de l'année | Ghost Town (Freedom) | Nomination |